# Marek Eminowicz

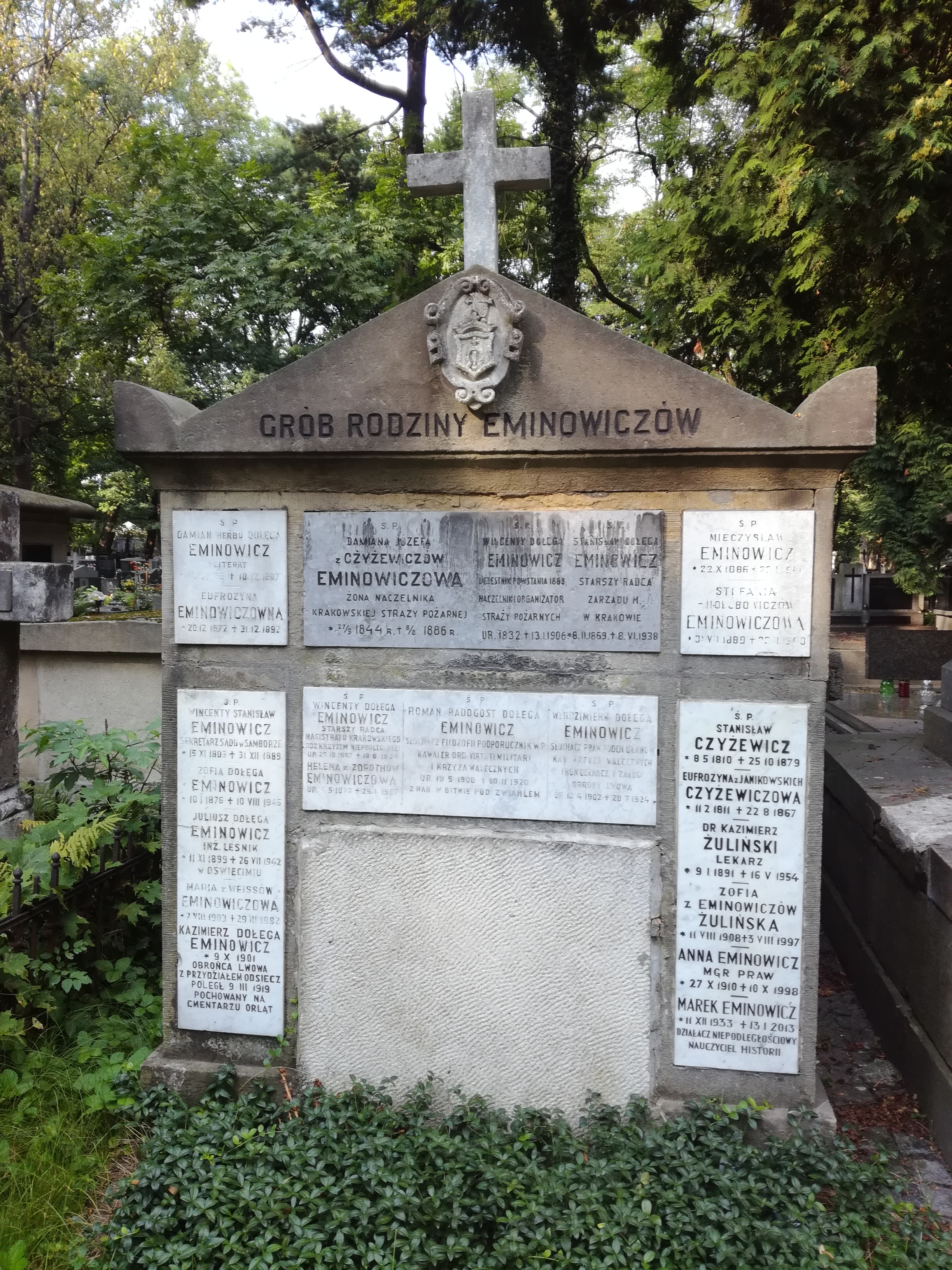
Grób Marka Eminowicza na cmentarzu Rakowickim

Marek Eminowicz, pseud. „Emin” (ur. 11 grudnia 1933 w Krakowie, zm. 13 stycznia 2013 tamże) – polski historyk, nauczyciel i działacz społeczny pochodzenia ormiańskiego.

## Życiorys
Urodził się 11 grudnia 1933 w Krakowie jako najstarsze dziecko i jedyny syn Juliusza Eminowicza i Marii z domu Weiss. Pochodził z ormiańskiego rodu od kilku wieków mieszkającego na ziemiach polskich. Jego przodkowie walczyli w polskich powstaniach czy w obronie Lwowa. Jego pradziad Wincenty był twórcą krakowskiej straży pożarnej.
Dzieciństwo spędził w Michałowej koło Dobromila, od 1938 mieszkał w Starym Sączu. Jego ojciec został w 1942 aresztowany przez Niemców i zginął w Auschwitz-Birkenau.
Po II wojnie światowej powrócił z matką do Krakowa. Rozpoczął naukę w Gimnazjum im. Króla Jana Sobieskiego, gdzie w 1950 założył wraz z kolegami Związek Walczącej Młodzieży Polskiej. Organizacja została wykryta dwa lata później, a jej członków aresztowano. Za przynależność do antykomunistycznej organizacji konspiracyjnej Eminowicz został skazany na siedem lat więzienia. Karę odbywał w więzieniach w Jaworznie i Tarnowie. Na wolność wyszedł w 1955; w uzyskaniu wcześniejszego zwolnienia wspomagał go Andrzej Rozmarynowicz. Działał w harcerstwie. Mimo stwarzanych przez władze problemów ukończył studia historyczne na Uniwersytecie Jagiellońskim.
Od 1969 do przejścia na emeryturę w 2001 był nauczycielem historii w V Liceum Ogólnokształcącym im. Augusta Witkowskiego w Krakowie, gdzie – jak wspomina Tadeusz Isakowicz-Zaleski – „zasłynął jako charyzmatyczny nauczyciel”. Był nauczycielem i wychowawcą wielu osób, aktywnych w polskim życiu społecznym, naukowym i historycznym. Organizował wycieczki szkolne za granicę, początkowo do „bratnich krajów socjalistycznych”, a pod koniec lat 70. XX wieku również za „żelazną kurtynę” – do Wielkiej Brytanii, Hiszpanii czy Francji, a także do Azji – do Indii i Nepalu. Jego uczniowie mieli wówczas możność spotkania m.in. z generałem Stanisławem Maczkiem czy Wandą Piłsudską.
Uczył także w krakowskim liceum pedagogicznym dla wychowawczyń przedszkoli, VII Prywatnym Liceum im. Mikołaja Reja oraz na Wyższej Szkole Pedagogicznej.
Swoich najwierniejszych uczniów zabierał na prywatne lekcje w „Chatce na Magórce”, położonej na zboczach Magurki w Beskidzie Małym.
Działał w PTTK, organizacjach ochrony zabytków, stowarzyszeniach kombatanckich i absolwenckich, środowisku krakowskich Ormian. Wspierał, założoną przez ks. Tadeusza Isakowicza-Zaleskiego, Fundację im. Brata Alberta.
Zmarł 13 stycznia 2013 w Krakowie po długiej chorobie. Został pochowany na cmentarzu Rakowickim (pas 8, płd.).

## Życie prywatne
Miał siostrę Marię. Był żonaty z Teresą z d. Około-Kułak. Mieli córkę Kingę.

## Nagrody i odznaczenia
Otrzymane nagrody i odznaczenia:
- 1974: Złoty Krzyż Zasługi[2]
- 1987: Medal Komisji Edukacji Narodowej[2]
- 1999: Krzyż Niezłomnych[2]
- 1999: Krzyż Kawalerski Orderu Odrodzenia Polski (za wybitne zasługi w pracy dydaktyczno-wychowawczej)[13]

## Upamiętnienie
W 2008 Marek Łoś zebrał opowieści ponad setki przyjaciół i uczniów Marka Eminowicza i wydał je w formie książki zatytułowanej Lubię swoje wady. Marek Eminowicz w opowieściach na siedemdziesięciopięciolecie. Znalazły się tam teksty m.in. Małgorzaty Szumowskiej, Agnieszki Sabor, Ewy Wachowicz, Jerzego Pawłowskiego, Stanisława Salmonowicza, Mieczysława Stefanowa, Roberta Makłowicza, Piotra Boronia, Jana Ostrowskiego, Wojciecha Bonowicza oraz Andrzeja Pisowicza. O Marku Eminowiczu powstał także film dokumentalny Emin.
W Krakowie znajduje się ulica jego imienia, do 2017 nosząca imię Emila Dziedzica.